# Lindeman Island
Lindeman Island är en ö i Australien. Den ligger i kommunen Whitsunday och delstaten Queensland, omkring 880 kilometer nordväst om delstatshuvudstaden Brisbane. Arean är 6,8 kvadratkilometer. Den sträcker sig 3,5 kilometer i nord-sydlig riktning, och 4,3 kilometer i öst-västlig riktning.
Savannklimat råder i trakten. Genomsnittlig årsnederbörd är 1 680 millimeter. Den regnigaste månaden är mars, med i genomsnitt 436 mm nederbörd, och den torraste är september, med 10 mm nederbörd.